# Sainte-Gemme (Indre)
 Sainte-Gemme  es una población y comuna francesa, en la región de  Centro, departamento de Indre, en el distrito de Le Blanc y cantón de Mézières-en-Brenne.

## Demografía
| 423 | 362 | 294 | 267 | 284 | 273 |
| Para los censos de 1962 a 1999 la población legal corresponde a la población sin duplicidades (Fuente: INSEE [Consultar]) |     |     |     |     |     |